# John White (acteur)
John Michael White (Toronto (Ontario), 10 juni 1981) is een Canadese acteur.
Zijn eerste grote rollen waren in de Goosebumps-episodes "The Cuckoo Clock of Doom" en "The Haunted Mask II".
Hij is het meest bekend van zijn rol als Erik Stifler in "American Pie 5: Naked Mile" en "American Pie: Beta House".
- Biblioteca Nacional de España: XX4945229
- Bibliothèque nationale de France: cb155180078 (data)
- International Standard Name Identifier: 0000 0001 1587 5000
- Library of Congress Control Number: no99075737
- Nederlandse Thesaurus van Auteursnamen: 29914867X
- Virtual International Authority File: 4569075
- WorldCat: E39PBJgRVtrFG7b8MVV9DCBgKd